# Николай Носов
Николай Николаевич Носов е съветски белетрист, сценарист, режисьор.
Автор е на книги за деца (най-известни сред които са трилогията от приказки за Незнайко и неговите приятели), романи, повести, разкази, автобиографични и сатирични творби.

## Биография
Роден е в семейство на естрадни артисти на 10 ноември (23 ноември нов стил) 1908 г. Като гимназист се увлича от музика, театър, шахмат, фотография, електротехника, радиолюбителство. В годините след Гражданската война изкарва прехраната си като косач, изкопчия, вестникопродавец.
През 1927–1929 година учи в Киевския художествен институт. Завършва Московския институт по кинематография (1932). От 1932 до 1951 година е режисьор-постановчик на анимационни, научнопопулярни и учебни филми. През 1938 година започва да публикува разказите си в детското списание „Мурзилка“. Тези разкази са събрани в неговата първа книга – сборника с приказки „Тук-тук-тук“.
Първото му произведение за Незнайко е приказката „Винтчо, Болтчо и прахосмукачката“. Темата е развита в романите-приказки „Приключенията на Незнайко“ (1953-54), „Незнайко в Слънчевия град“ (1958) и „Незнайко на Луната“ (1964-65). Действието на трилогията протича в утопична детска република. Успешно е решена една от най-сложните задачи на художествената литература за деца – назидание без скука. В остроумна форма авторът запознава младите читатели с основните закони на човешкото общежитие, заменяйки реални социални конфликти с противоречието между „възрастното“ устройство на света и „детското“ светоусещане на героите.
Автор е на сборниците с фейлетони „На литературни теми“ (1957) и „Иронични хуморески“ (1969).